# Отмар фон Фершюр
Барон Отмар Райнгольд Ральф фон Фершюр (нім. Otmar Reinhold Ralph Ernst Freiherr von Verschuer; 16 липня 1896 — 8 серпня 1969) — німецький біолог і євгеніст, професор, директор Інституту антропології, людської спадковості і євгеніки імені Імператора Вільгельма і берлінського Інституту генної біології і расової євгеніки.

## Біографія
Син офіцера і власника копальні, євангеліст. Учасник Першої світової війни. У 1919—1922 роках вивчав медицину в Марбурзі, Гамбурзі, Фрайбурзі та Мюнхені. З 1919 року — член Союзу німецьких студентів, з 1920 року — Марбурзького студентського корпусу. Член Вандерфогеля і Товариства Туле. У 1923 році здобув докторський ступінь у Мюнхені. У 1923—1927 роках — асистент Медичної поліклініки Тюбінгена.
У 1927 році пройшов габілітацію в Тюбінгені. У 1927—1935 роках — голова відділення антропології, людської спадковості і євгеніки в Інституті Імператора Вільгельма. З 1933 року — недержавний екстраординарний професор у Берлінському університеті. У 1933 році викладав в університеті Берліна вчення про людську спадковість і расову гігієну. У 1934/35 роках — керівник Поліклініки за спадковим і расовим доглядом у лікарні Августи-Вікторії в Берліні-Шарлоттенбурзі.
З 1934 року — член Леопольдини. У 1935—1942 роках — ординарний професор у Франкфуртському університеті. З 1936 року — член експертної ради Імперського інституту з історії Нової Німеччини. З 1940 року — член Американського євгенічного товариства в Нью-Йорку. З 1 червня 1940 року — член НСДАП. З 1942 року — директор Інституту Імператора Вільгельма з антропології, людської спадковості і євгеніки і член Націонал-соціалістичного союзу німецьких лікарів. З 1942 року — позаштатний професор Берлінського університету. З 1943 року — член Прусської академії наук.
З 1949 року — член Академії наук і літератури в Майнці. З 1951 року — ординарний професор Мюнстерського університету (людська генетика). З 1952 року — президент Німецького товариства антропології. З 1953 року — член Науково-консультативної ради з популяційних досліджень. З 1959 року — член-кореспондент Австрійської академії наук. У 1965 році вийшов на пенсію. У 1967 році відбувся процес проти Фершюра за звинуваченням у причетності до злочинів у концтаборах. Загинув в автокатастрофі (імовірно, навмисне влаштованій).

## Цитати
- «Високоякісний генофонд — передумова культурного підйому народу. Культурний занепад, як правило, відбувається одночасно з біологічним, і часом важко зрозуміти, що причина, а що наслідок. Раса може бути знищена зовнішнім насильством, або виродитися в несприятливих умовах. Турбота про свою расу — головне завдання кожного культурного народу, оскільки, якщо раса вироджується, зникають спадкові передумови для творчого розвитку культури.»[6]

## Нагороди
- Залізний хрест 2-го і 1-го класу
- Орден Церінгенського лева, лицарський хрест 2-го класу з мечами
- Нагрудний знак «За поранення» в сріблі
- Почесний хрест ветерана війни з мечами
- Почесний член Італійського товариства генетики в Римі (1953)
- Почесний член Віденського антропологічного товариства (1955)
- Почесний член Японського товариства людської генетики (1956)